# Colobometridae
Famille
Les Colobometridae constituent une famille de crinoïdes de l'ordre des Comatulida.

## Description et caractéristiques
Ce sont des comatules de taille variable, portant entre 10 et plus de 80 bras. Les brachitaxes portent 2 ou 4 brachiaux. Une ou plusieurs pinnules proximales peuvent être absentes (généralement la première pinnule intérieure). Les cirrhes portent sur leur face interne une rangée transversale de 2-3 épines (parfois uniques en position distale), qui peuvent former  une arête transversale. Les facettes articulaires radiales sont raides, séparées interradialement ; les fossae des ligaments interarticulaires sont modérés et triangulaires, larges et hauts, peu profonds, généralement séparés par un large sillon midradial. Les fossae des muscles adoraux sont rudimentaire, légèrement courbés le long de la marge adorale.
Ces comatules ont pour habitude de se tenir à l'extrémité d'animaux fixes, notamment des gorgones, coraux noirs ou hydraires, y compris de jour, ce qui les distingue de la plupart des autres familles de comatules. 

## Liste des genres
Selon World Register of Marine Species (13 avril 2014), cette famille compte 48 espèces, réparties en 18 genres :
- genre Alisometra AH Clark, 1947 -- 2 espèces
- genre Analcidometra AH Clark, 1918 -- 1 espèce
- genre Austrometra AH Clark, 1916 -- 1 espèce
- genre Basilometra AH Clark, 1936 -- 1 espèce
- genre Cenometra AH Clark, 1911 -- 2 espèces
- genre Clarkometra Gislén, 1922 -- 1 espèce
- genre Colobometra AH Clark, 1909 -- 4 espèces
- genre Cotylometra AH Clark, 1916 -- 1 espèce
- genre Cyllometra AH Clark, 1907 -- 3 espèces
- genre Decametra AH Clark, 1911 -- 17 espèces
- genre Embryometra Gislén, 1938 -- 1 espèce
- genre Epimetra AH Clark, 1911 -- 1 espèce
- genre Gislenometra AH Clark, 1947 -- 1 espèce
- genre Iconometra AH Clark, 1929 -- 6 espèces
- genre Oligometra AH Clark, 1908 -- 2 espèces
- genre Oligometrides AH Clark, 1918 -- 1 espèce
- genre Petasometra AH Clark, 1912 -- 2 espèces
- genre Pontiometra AH Clark, 1907 -- 1 espèce

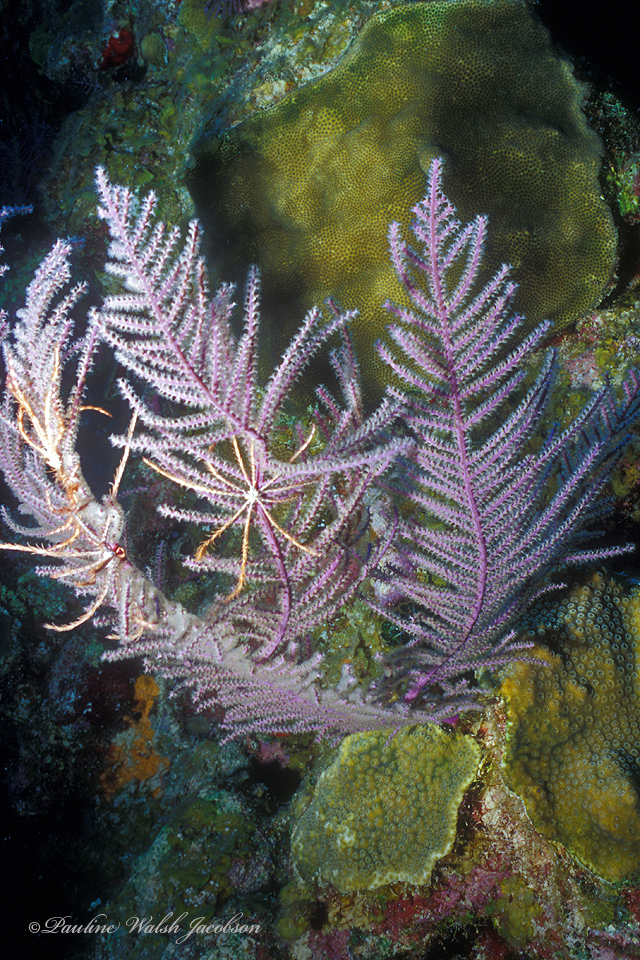
Analcidometra armata
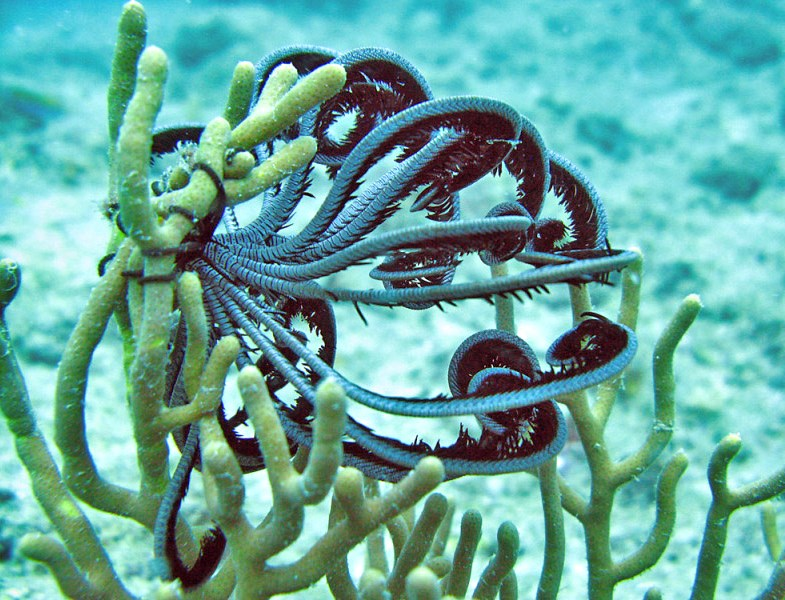
Cenometra bella
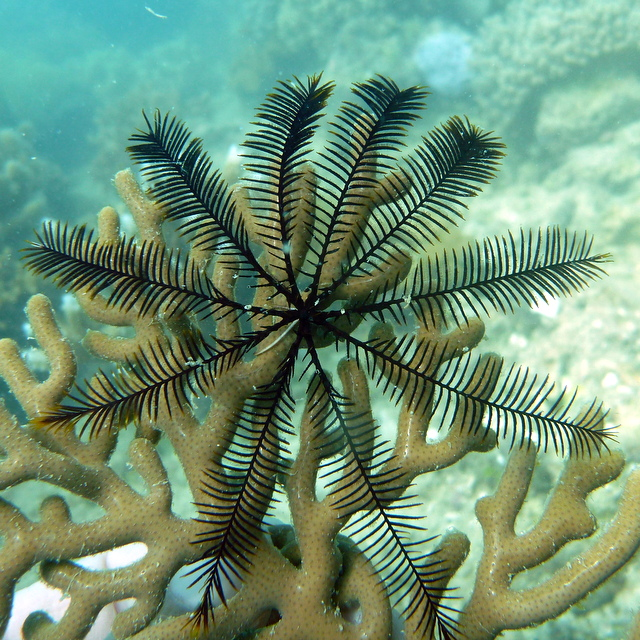
Colobometra perspinosa
Decametra tigrina
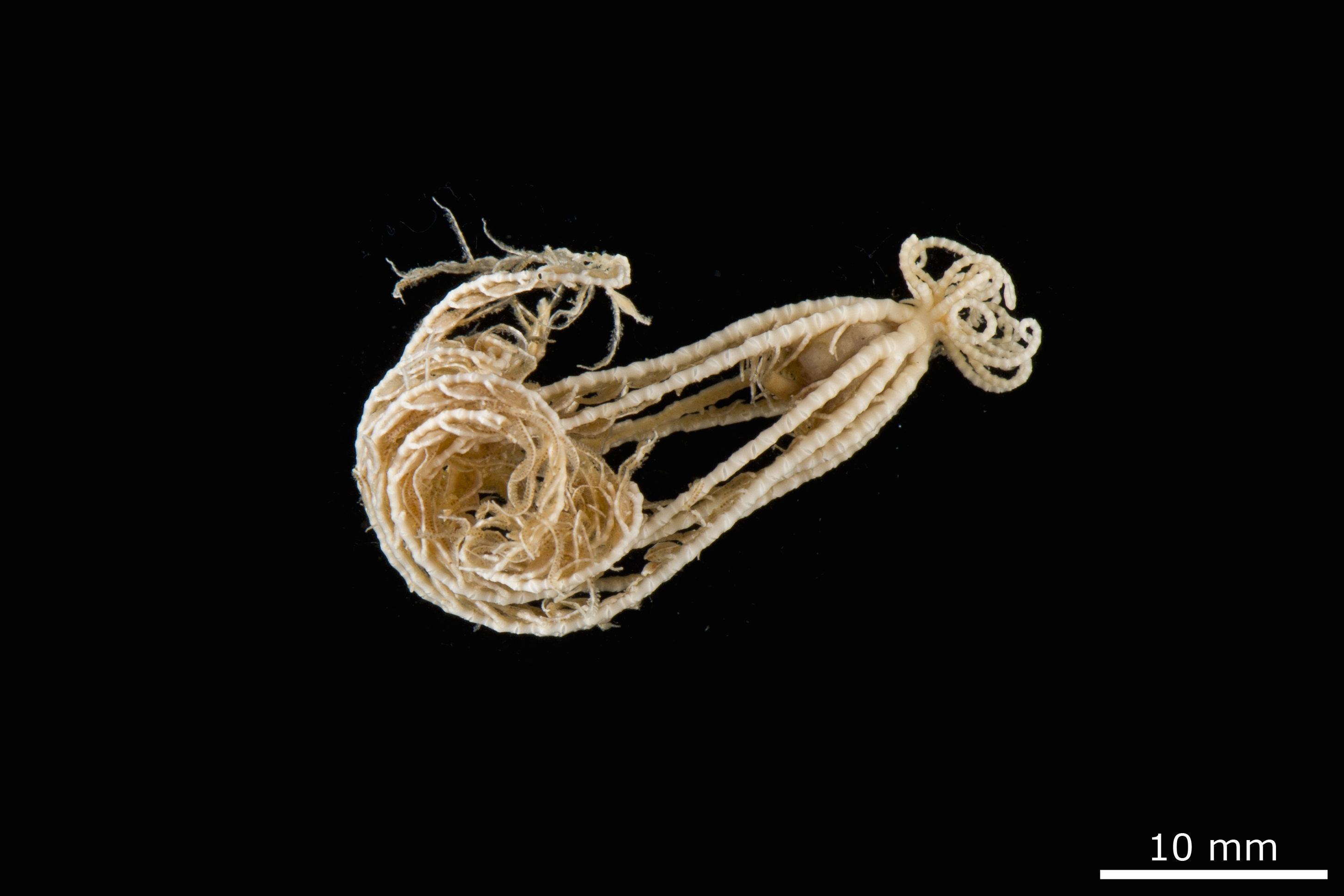
Embryometra mortenseni
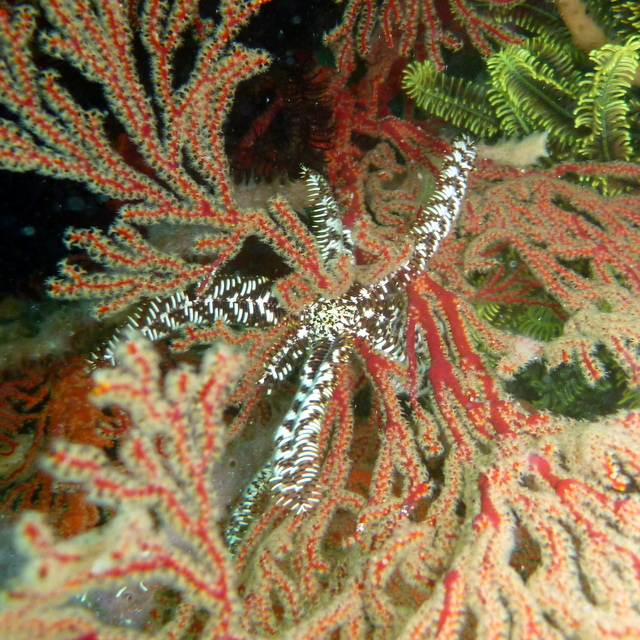
Oligometra serripinna
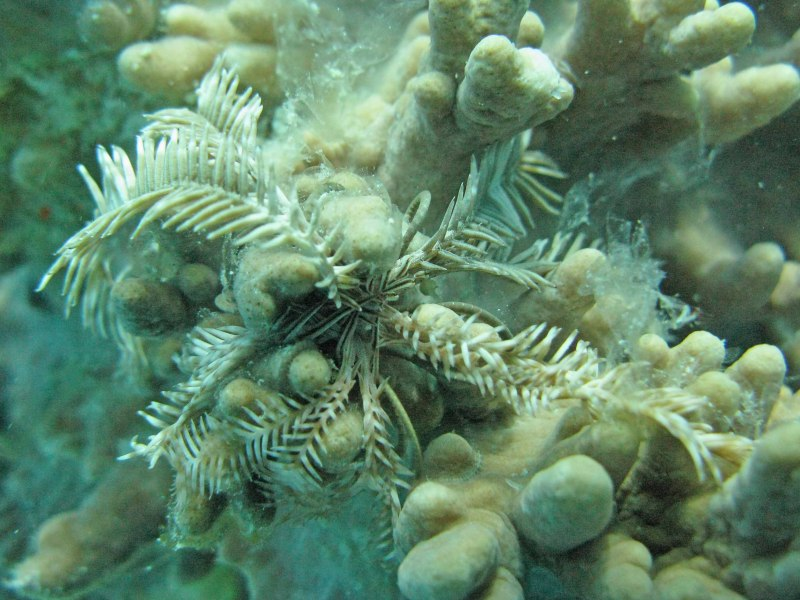
Petasometra clarae
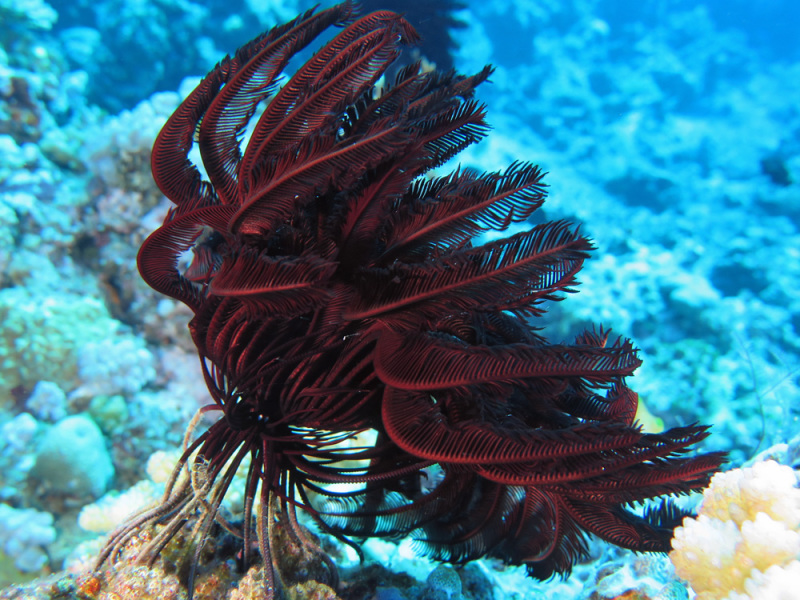
Pontiometra andersoni